# Olovlig avledning av värmeenergi
Olovlig avledning av värmeenergi är ett brott enligt svensk rätt.
I brottsbalken 8 kap. 10 a § står det:
| ” | Leder någon olovligen värmeenergi ur ett rörledningssystem för uppvärmning eller leder någon olovligen värmeenergi till ett rörledningssystem för kylning, döms för olovlig avledning av värmeenergi till böter eller fängelse högst ett år. Vid ringa fall döms inte till ansvar. Är brottet grovt, döms till fängelse, lägst sex månader och högst fyra år. | „ |

## Skillnad mellan brottet av normalgraden eller grovt
Den grova formen av olovlig avledning av värmeenergi avser fall som i svårhetshänseende är jämförliga med grov stöld och grovt bedrägeri. Brottsligheten har utförts systematiskt eller har avsett betydande värden eller gärningar där gärningsmannen visat mycket stor förslagenhet. Det rör sig om mycket kvalificerade fall.